# Monaghan
Monaghan (Muineachán en irlandès) és una ciutat d'Irlanda, a la regió de l'Ulster i cap del comtat de Monaghan.

## Etimologia
El nom en irlandès, Muineachán, deriva del diminutiu de la forma plural de la paraula muine, l'accepció principal de la qual és «matoll», però també pot significar «turó». Patrick Joyce Weston ho interpreta com a «lloc ple de petits turons o matolls», mentre que la interpretació més usual dels habitants és «terra dels petits turons», en referència als nombrosos drumlin de la zona.

## Economia
A mitjan segle xx, Monaghan tenia una indústria de fabricació de mobles pròspera. No obstant això, des de 1990 aquesta ha disminuït molt sota la influència de la competència global. Així i tot, els principals fabricants de mobles, com Rossmore Furniture (qui pren el nom del Rossmore Forest Park, situat als afores de la ciutat), continuen operant des d'allí. Així com Kingspan Century, la major manufacturera de cases de fusta d'Europa, els qui al seu torn també tenen una important línia de producció de mobles.
En la branca industrial es destaquen Moffett i Combilift, líders del mercat de manipulació de materials de l'illa.
Al seu torn existeix un projecte per impulsar el turisme a partir de l'eventual reobertura del Canal d'Ulster. El que permetria desplaçar-se per via fluvial des de ciutats a Irlanda del Nord, com Newry, a llocs tan al sud com a Limerick o Dublín.

## Història
Al setembre 1591, el territori de l'actual Monaghan va passar a les mans de Hugh O'Neill en arrabassar-li-ho a la família MacMahon, després que el líder d'aquesta família anés penjat per les autoritats del govern de Dublín. Aquest incident va ser un dels quals va portar a la Guerra dels Nou Anys i la reconquesta Tudor d'Irlanda. Com a part d'aquest conflicte, entre el 25 i 27 de març de 1595 es va disputar la batalla de Clontibret que va culminar amb la victòria de les tropes d'Hugh O'Neill sobre les de la reina Elisabet I d'Anglaterra, la primera gran derrota anglesa del conflicte.
En el turó de Lech se situa el Turó de la Pedra que era la pedra de coronació dels MacMahon. Situat a cinc quilòmetres al sud-oest de Monaghan, el petrosomatoglif es va utilitzar per última vegada en 1595, però va ser destruït per un granger en 1809.
Entre 1825 i 1842 es va construir el Canal d'Ulster, que travessa Monaghan unint el riu Blackwater a Moy amb el riu Erne, prop de Clones. Al moment de finalitzar-se l'obra ja estava en construcció el ferrocarril d'Ulster, que entrava en competència directa amb el canal. Com que mai va ser un èxit comercial, va ser abandonat oficialment en 1931.
El ferrocarril d'Ulster va arribar a Monaghan en 1858, unint la vila amb Armagh i Belfast. En 1863 va arribar el ferrocarril d'Irlanda del Nord Occidental, per unir la vila amb Clones. Aquestes vies fèrries van formar part del Gran ferrocarril del Nord en 1876. La partició d'Irlanda en 1922 va convertir la frontera amb el comtat d'Armagh en un límit internacional, després de la qual cosa els trens es van retardar de forma rutinària per les inspeccions duaneres. En 1957, el govern d'Irlanda del Nord va crear la Junta GNR per tancar la línia entre Portadown i la frontera, oferint també una opció per retirar els serveis de passatgers entre la frontera i Clones. La companyia Córas Iompair Éireann es va fer càrrec de la secció restant de la línia entre Clones, Monaghan i Glaslough en 1958. Però es van retirar els serveis entre Monaghan i Glaslough en 1959, i entre Clones i Monaghan en 1960, deixant a la vila sense servei ferroviari.
En el context de la Guerra angloirlandesa, i en plena ona revolucionària europea (1917-1923), es va proclamar en 1919 el soviet de Monaghan, el primer al territori del Regne Unit de Gran Bretanya i Irlanda. Aquest es va dur a terme en l'asil de malalts mentals local (Monaghan Lunatic Asylum). Incident que va ser ridiculitzat pel parlamentari Joseph Devlin, del Partit Parlamentari Irlandès, en afirmar en la Cambra dels Comuns que «les úniques institucions que funcionen amb èxit a Irlanda són els manicomis».
El 17 de maig de 1974, un lleialista va fer esclatar enfront del pub Greacen's un cotxe bomba en l'hora punta de la tarda matant set persones i ferint a una desena. El vehicle utilitzat havia estat robat aquesta mateixa tarda a Portadown i va causar grans danys en el teixit vial de la ciutat amb North Road i el carrer Mill entre les zones més afectades. Aquest va ser un dels incidents del conflicte d'Irlanda del Nord. Tres bombes van explotar en el mateix dia a Dublín, en el que és conegut com els atemptats de Dublín i Monaghan. El grup paramilitar lleialista Força Voluntària de l'Ulster es va atribuir els atemptats en 1993. En 2004, amb motiu del trentè aniversari, la president Mary McAleese va inaugurar un monument a les víctimes. Consisteix en una columna de pedra arenisca i metall que conté set pous de llum que porten els noms de cadascuna dels morts. Va ser dissenyat per Ciaran O'Cearnaigh.